# فرودگاه خوآن سیمونز ولا
فرودگاه خوآن سیمونز ولا (به انگلیسی: Juan Simons Vela Airport) یک فرودگاه غیرنظامی با کد یاتا RIJ است که یک باند فرود آسفالت دارد و طول باند آن ۱۸۸۰ متر است. این فرودگاه در کشور پرو قرار دارد و در ارتفاع ۸۲۵ متری از سطح دریا واقع شده‌است.